# Białobrodzie
Białobrodzie – dawny zaścianek. Tereny na których leżał znajdują się obecnie na Białorusi, w obwodzie witebskim, w rejonie szarkowszczyńskim, w sielsowiecie Jody.

## Historia
W czasach zaborów ówczesny zaścianek w gminie Jody, w powiecie dzisieńskim, w guberni wileńskiej Imperium Rosyjskiego.
W latach 1921–1945 wieś leżała w Polsce, w województwie wileńskim, w powiecie dziśnieńskim (od 1926 w powiecie brasławskim), w gminie Jody, następnie w gminie Brasław.
Według Powszechnego Spisu Ludności z 1921 roku zamieszkiwało tu 61 osób, 25 było wyznania rzymskokatolickiego a 36 mojżeszowego. Jednocześnie wszyscy mieszkańcy zadeklarowali polską przynależność narodową. Było tu 8 budynków mieszkalnych. W 1931 w 6 domach zamieszkiwało 30 osób.
Wierni należeli do parafii rzymskokatolickiej w Borodzieniczach i prawosławnej w miejscowości Jody. Miejscowość podlegała pod Sąd Grodzki w Szarkowszczyźnie i Okręgowy w Wilnie; właściwy urząd pocztowy mieścił się w Jodach.